# Cerodontha dorsalis
Cerodontha dorsalis  (лат.) — вид двукрылых из семейства минирующих мух.

## Описание
Длина крыла у самцов 2,0-2,4 мм, у самок 2,0-2,9 мм. Основной цвет головы от светло-жёлтого до слегка беловатого, который контрастирует с остальной частью тела. Высота глаза в 2,6-3,7 раза больше высоты щек. Ариста в основной половине утолщена. Имеется одна нижняя и две верхние орбитальные щетинки. Орбитальные волоски редкие. Заглазковые щетинки почти равны, а глазковые длиннее, лобно-орбитальных. Среднеспинка в основном тёмно-коричневая с редким серым опылением, но часто с желтоватым или отчетливо жёлтым рисунком. На ней имеется четыре пары дорсоцентральных  щетинок, передние из них немного короче задних. Ноги большей частью жёлтые. Голени и лапки от светло-коричневого до коричневого цвета. Жужжальца белые. Край калиптера сероватый, волоски на нём коричневые. Брюшко тёмно-коричневое.

## Биология
Развивается на злаках. Личинка образует мины на листьях кормовых растений. Окукливание происходит внутри листа. Пупарий блестящий, желтовато-коричневый, несколько уплощенный, с неравномерно ветвящимися задними дыхальцами, каждое из которых содержит около 15 пор.

## Распространение
Встречается в Северной (США, Канада, Мексика, Гватемала) и Южной Америке (Бразилия, Колумбия. Эквадор, Перу), островах Ямайка и Пуэрто-Рико и Восточной Азии (восток России и Монголия).